# Ибигау

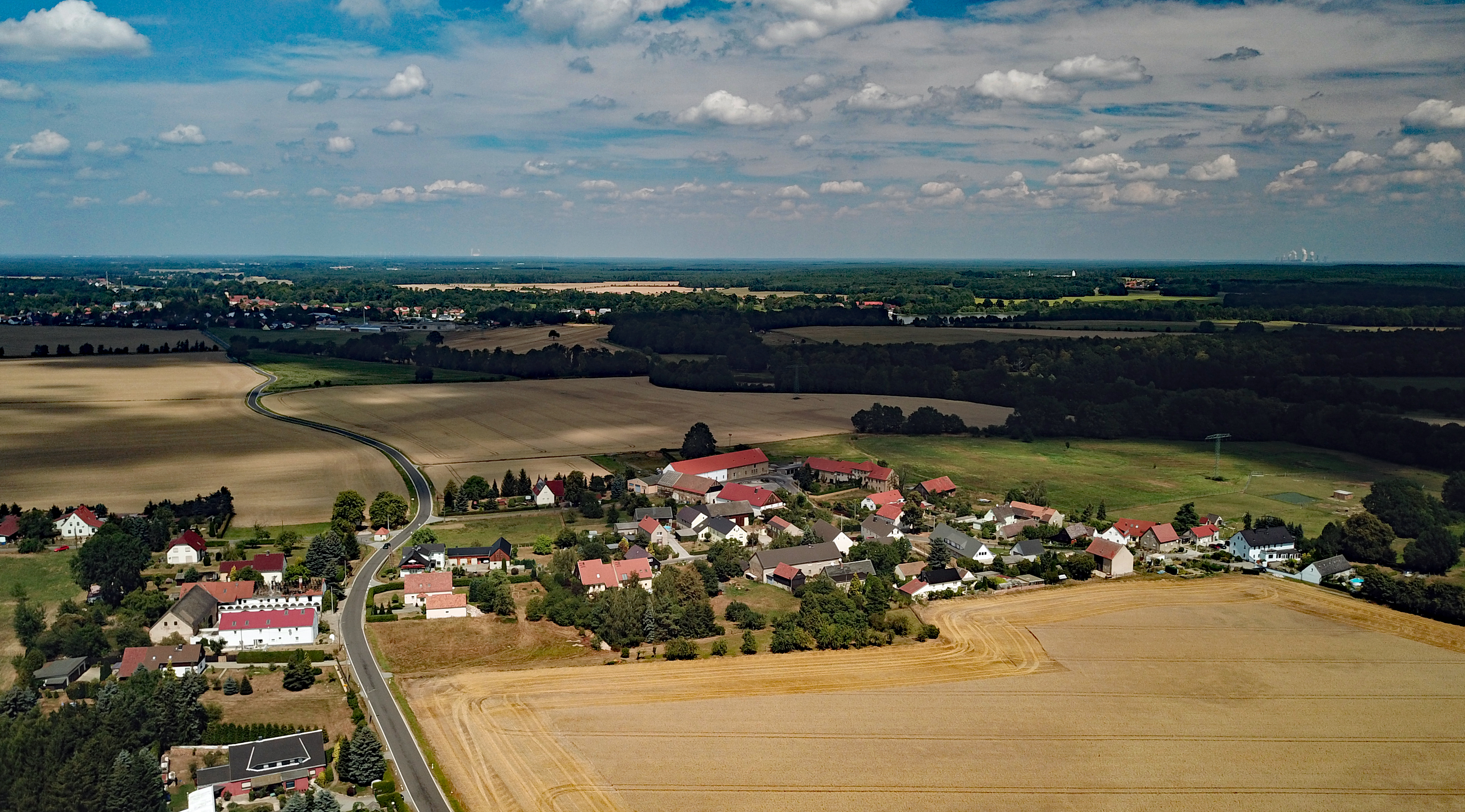

И́бигау или Вбо́гов (нем. Uebigau; в.-луж. Wbohowо файле) — деревня в Верхней Лужице, Германия. Входит в состав коммуны Нешвиц района Баутцен в земле Саксония. Подчиняется административному округу Дрезден.

## География
Деревня имеет круговую структуру построения жилых домов с площадью в центре. Находится примерно в десяти километрах на северо-запад от Будишина и в двух километрах южнее от административного центра коммуны Нешвиц. На востоке от деревни находится пойма реки Шварцвассер (Чорница), где до XIX века находились рыбные пруды.
Рядом располагаются деревни: на севере — административный центр Коммуны Нешвиц, на северо-востоке — Малы-Голешов, на юго-востоке — Луг, на юге — деревни Кроньца и Ветров коммуны Пушвиц.

## История
Впервые упоминается в 1353 году под наименованием Obegow.
С 1936 по 1993 года деревня входила в состав коммуны Зарич. С 1993 года входит в коммуну Нешвиц.
В настоящее время деревня входит в состав культурно-территориальной автономии «Лужицкая поселенческая область», на территории которой действуют законодательные акты земель Саксонии и Бранденбурга, содействующие сохранению лужицких языков и культуры лужичан.

## Население
Официальным языком в населённом пункте, помимо немецкого, является также верхнелужицкий язык.
Согласно статистическому сочинению «Dodawki k statisticy a etnografiji łužickich Serbow» Арношта Муки в 1884 году проживало 142 человека (из них — 135 серболужичан (95 %)).
| 1834 | 1871 | 1890 | 1910 | 1925 | 2011 | 2016 |
| ---- | ---- | ---- | ---- | ---- | ---- | ---- |
| 84   | 91   | 81   | 161  | 170  | 87   | 75   |

## Достопримечательности
Памятники культуры и истории земли Саксония
- Wohnstallhaus, д. 8, 1850 (№ 09253298)
- Wohnstallhaus, д. 9, 1800 (№ 09253299)
- Wohnstallhaus, д. 18, 1800 (№ 09253300)

## Известные жители и уроженцы
- Адольф Август фон Гаугвиц[нем.] (1647—1706) — немецкий поэт и драматург.